# Le Bouddhisme du Bouddha

Le Bouddhisme du Bouddha : ses doctrines, ses méthodes et ses développements mahayanistes et tantriques au Tibet est un ouvrage sur le bouddhisme de Alexandra David-Néel, auteur de Voyage d'une Parisienne à Lhassa, afin d'expliquer l'origine du bouddhisme, celui de son fondateur, Siddhartha Gautama (VIe siècle av. J.-C.). Le livre est paru en 1960. L'ouvrage a été composé en collaboration avec Lama Yongden.

## Influence
Adriana Lisboa déclare que la lecture de cet ouvrage a changé sa vie.

## Éditions
- Alexandra David-Néel, Le Bouddhisme du Bouddha. Ses doctrines, ses méthodes et ses développements mahâyânistes et tantriques au Tibet, édition augmentée et définitive, Éditions du Rocher, 1977, 1989, 320 p.